# Diecéze erfurtská
Diecéze erfurtská (lat. Dioecesis Erfordiensis) je římskokatolická diecéze, která se nachází v centru Německa, sídlem biskupa je Erfurt. Spolu s arcidiecézí paderbornskou a diecézemi fuldskou a magdeburskou tvoří paderbornskou církevní provincii. Sídelní katedrálou je katedrála Panny Marie v Erfurtu.

## Biskupové erfurtské diecéze
- Joachim Wanke (1994–2012)
- Ulrich Neymeyr (od 2012)

## Galerie

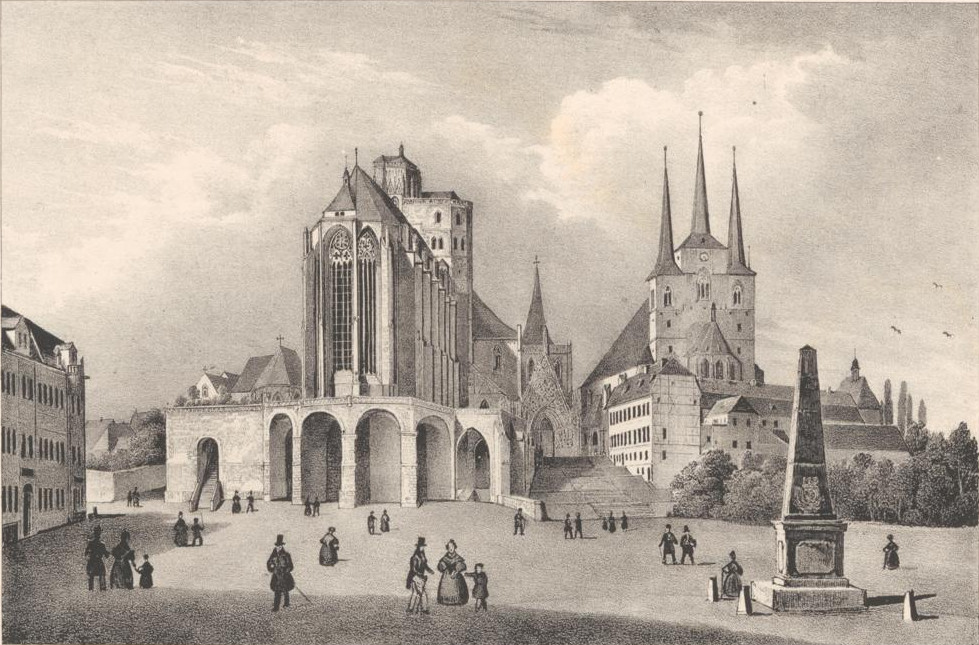
Rytina erfurtské katedrály z roku 1839 od Heinricha Wilhelma Teichgräbera
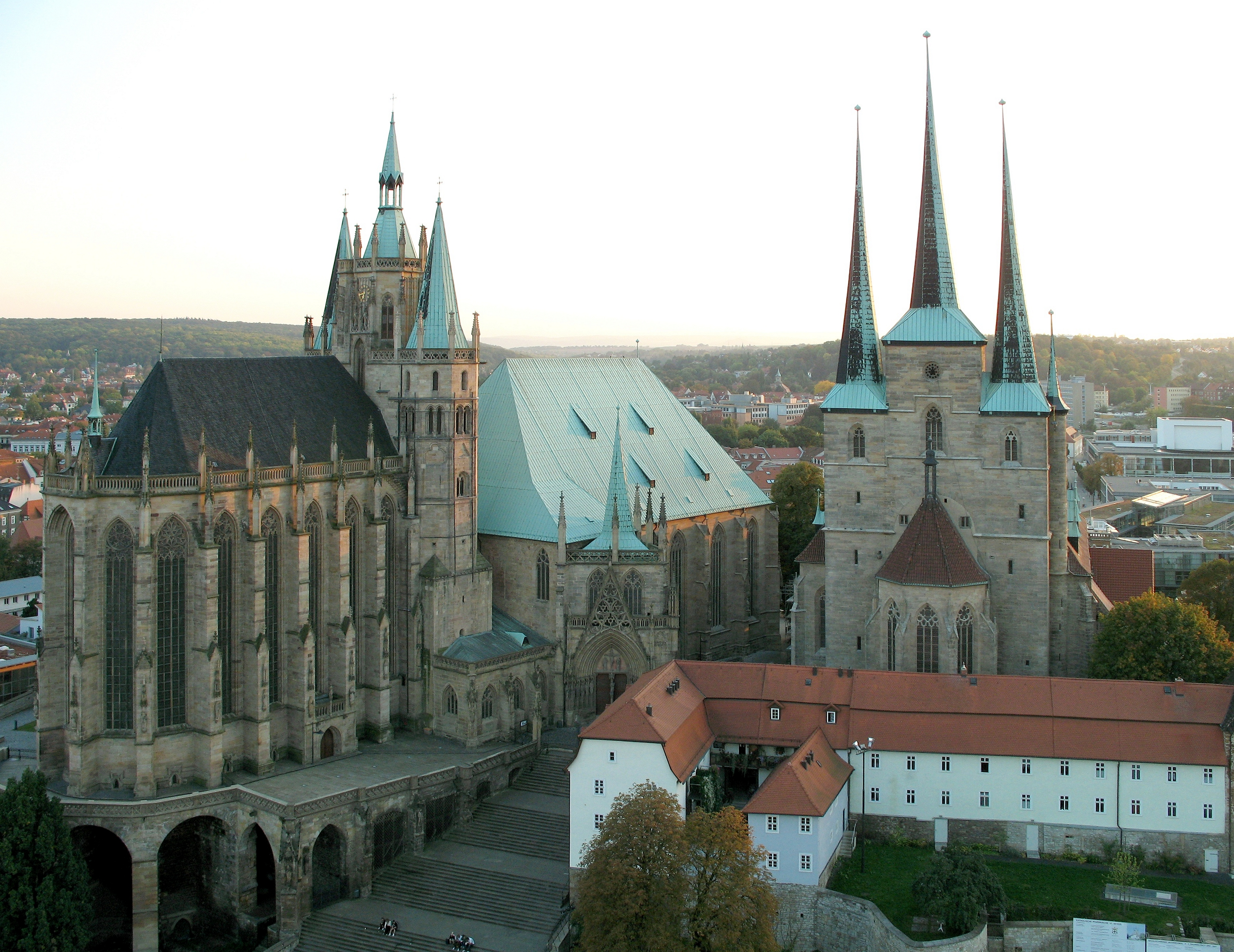
Erfurtská katedrála v současnosti (vlevo)